# Međurječje
Ne doit pas être confondu avec Međurečje.
Međurječje (en serbe cyrillique : Међурјечје) est un village de Bosnie-Herzégovine. Il est situé dans la municipalité de Čajniče en république serbe de Bosnie. Selon les premiers résultats du recensement bosnien de 2013, il compte 87 habitants.

## Géographie
Međurječje se trouve à environ 10 km à l'est de la ville de Goražde.

## Démographie

### Répartition de la population par nationalités (1991)
En 1991, le village comptait 313 habitants, répartis de la manière suivante :

### Communauté locale
En 1991, la communauté locale de Međurječje comptait 1 413 habitants, répartis de la manière suivante :